# Chalcophora intermedia
Chalcophora intermedia ist ein Käfer aus der Familie der Prachtkäfer und der Unterfamilie Chrysochroinae. Die Gattung Chalcophora ist in Europa mit drei Arten vertreten, die Art Chalcophora intermedia tritt in den zwei Unterarten Chalcophora intermedia intermedia und Chalcophora intermedia fagniezi auf.  Im Catalogue of life werden weltweit achtzehn lebende und zwei ausgestorbene Arten der Gattung Chalcophora gelistet. Der Käfer ist sehr leicht mit dem auch in Mitteleuropa vorkommenden Marienprachtkäfer verwechselbar.

## Bemerkungen zum Namen und Synonymen
Der Franzose Rey beschrieb den Käfer 1890 erstmals, jedoch nicht als neue Art, sondern nur als Variante des Marienprachtkäfers (Chalcophora mariana). Rey notierte, dass der Käfer sowohl Merkmale des Marienprachtkäfers als auch Merkmale von Chalcophora detrita zeigt. Dies erklärt den Artnamen intermedia (lat. „intermedius“ für „der mittlere, dazwischen stehend“). Beide Arten wurden damals noch zur Gattung Buprestis gerechnet. Der gelegentlich für Chalcophora intermedia gebrauchte deutsche Name „Mittlerer Kiefernbohrer“ ist eine missverständliche Übertragung des wissenschaftlichen Namens. Der ursprüngliche als Variante eingeordnete Käfer wurde 1936 zu einer eigenen Art aufgewertet.
Der Käfer wurde auch von Obenberger 1935 unter dem Namen Chalcophora proscheki beschrieben.
Die Unterart Chalcophora intermedia fagniezi wurde 1936 von Schaefer beschrieben. Ihr Vorkommen ist auf Süditalien, Südfrankreich und Nordspanien beschränkt. Die Unterart ist nach Charles Fagniez, einem französischen Entomologen benannt, in dessen Sammlung Schaefer mehrere Exemplare dieses Käfers fand.

## Eigenschaften des Käfers
| Vergleich intermedia (links) und mariana (rechts) | Vergleich intermedia (links) und mariana (rechts) |
| ------------------------------------------------- | ------------------------------------------------- |
|                                                   |                                                   |
| Abb. 1: Spitze der beiden Flügeldecken            |                                                   |
|                                                   |                                                   |
| Abb. 2: Oberlippe (links blaue Pfeilspitze)       |                                                   |

Der bis zu sechs Zentimeter große Käfer ist dunkelbraun bis schwarz, die Farbe wird vor allem beim frisch geschlüpften Tier durch einen „Reif“ abgeschwächt. Der Umriss ist bootförmig.
Die genitalmorphologisch gut trennbaren Arten Chalcophora intermedia und Chalcophora mariana sind äußerlich nur an der Spitze der Flügeldecken deutlich zu unterscheiden. Nur bei Chalcophora intermedia überragen die Spitzen der Flügeldecken das Ende der Flügeldeckennaht deutlich, zusammen bilden die beiden Flügeldecken eine Einbuchtung, in dessen Mitte bei geschlossenen Flügeldecken das Ende der Naht wie ein Stachel hineinragt (Abb. 1 links). Ein weiterer, wenig deutlicher Unterschied besteht in der Ausbildung der Oberlippe (Abb. 2 links blaue Pfeilspitze, rechts bei mariana hälftig rot getönt). Die Oberlippe zeigt bei Chalcophora intermedia vorn keinen deutlich abgesetzten glänzenden Rand und ist nahezu kahl, anders als bei Chalcophora mariana. Bei beiden Arten sind Kopf, Halsschild und Flügeldecken sehr grob und etwa gleich stark skulptiert, während bei Chalcophora detrita die Flügeldecken deutlich weniger markant durch Leisten und Furchen ausgezeichnet sind als der Halsschild.
Der große Kopf ist über die Stirn tief längs gefurcht. Die elfgliedrigen Fühler sind ab dem vierten Glied nach innen stumpf gesägt. Die Glieder sind länger als breit. Die Fühler reichen nur etwa bis zur Hälfte des Halsschilds. Die Kiefertaster sind viergliedrig, dünn und lang, das Basisglied und das Endglied sind kürzer. Die kurzen Lippentaster sind dreigliedrig, das Endglied ist etwas länger.
Die Basis des Halsschilds ist doppelbuchtig. Die größte Breite des Halsschilds liegt im vorderen Viertel, vorn verengt er sich auf Kopfbreite. Der Halsschild trägt fünf Längsschwielen.
Jede der beiden Flügeldecken trägt drei glatte, stumpfe Längsrippen. Die mittlere Längsrippe ist vor und hinter der Mitte durch eine unregelmäßig begrenzte Grube unterbrochen. Da hier der mehlige Belag weniger leicht abgerieben wird, fallen die Gruben häufig als hellere Flecken auf, sie können aber auch farblich unauffällig sein.
Das Schildchen ist klein und rundlich bis quadratisch.
Die Vorderbrust mit seiner breiten Verlängerung, die sich zwischen den Vorderhüften bis in die Mittelbrust fortsetzt (Prosternalfortsatz), trägt zwei parallele deutliche Längsfurchen. Diese Prosternalfurchen sind bei Chalcophora intermedia markanter ausgeprägt als bei Chalcophora mariana.
Die Tarsen sind alle fünfgliedrig, das Basisglied der Hintertarsen ist deutlich länger als die folgenden Glieder.
Beim Männchen endet das letzte Abdominalsternit halbkreisförmig ausgeschnitten, beim Weibchen ist das Ende abgerundet.
Der Aedeagus ist bei Chalcophora intermedia breiter als bei Chalcophora mariana, auf der Dorsalseite des Penis sind drei Längskiele ausgebildet, die deutlich länger und markanter ausfallen als bei Chalcophora mariana. Die Parameren verwachsen an der Basis tangential und bilden dabei auf der Dorsalseite eine Rinne, bei Chalcophora mariana fehlt diese Rinne, die Parameren treffen in einem spitzen Winkel mit abgerundeter Ecke aufeinander. Vergleichende Abbildungen des Aedeagus von Chalcophora intermedia und Chalcophora mariana findet man im Internet.
Die Unterart Chalcophora intermedia fagniezi ist etwas breiter gebaut, das Schildchen ist mehr quer.
Eine Abbildung des Aedeagus der Unterart Chalcophora intermedia fagniezi ist im Internet zu finden.

## Larve und Puppe
Die Larven haben die übliche Form der beinlosen Prachtkäferlarven mit dünnem Hinterleib. Die Rückenplatte des ersten Brustabschnitts ist durch zerstreute sehr kurze Querrunzeln aufgeraut und trägt eine Rille in Form eines auf dem Kopf stehenden Y. Bei diesem bilden die beiden Arme einen Winkel von etwa 30° zueinander. Die Arme des Y sind nur etwa 1,3 mal so lang (bei mariana 2,5 mal so lang) wie der gemeinsame Teil. Ein Bild der Larve und ein Bild der Puppe in der Puppenwiege befindet sich im Internet.

## Biologie
Auch in der Biologie unterscheiden sich die beiden Arten wenig. Beide Arten entwickeln sich in verschiedenen Kiefernarten. Welche Kiefernarten sie bevorzugen, ist gebietsweise verschieden. Die Larven befallen hauptsächlich Baumstümpfe und umgestürzte Bäume oder feuergeschädigte Stämme. Bei Hitze fliegen die Käfer leicht auf und landen auch nicht selten auf der Kleidung von Passanten. Die Eier werden in Rindenritzen abgelegt. Die Larven fressen anfangs unter der Rinde und bohren sich später bis tief ins Holz. Da sie aber keine gesunden Bäume angreifen, sind sie relativ unschädlich. Sie werden von der Schlupfwespe Ephialtis manifestator parasitiert.
Man findet den Käfer bis in dreizehnhundert Meter Höhe. In Griechenland wurden die Käfer von Ende April bis Mitte August gefunden, auf Korsika von Mai bis Anfang Oktober.

## Vorkommen
Man findet die Art im Norden Spaniens, in Frankreich (Korsika und Département Hérault) in Süditalien (Kalabrien), Slowenien, Kroatien, Bosnien und Herzegowina, Montenegro, Albanien, Bulgarien, Nordmazedonien, Griechenland, der Türkei, Teilen des südlichen europäischen Russlands und auf der Krim. Obenberger gibt auch Sibirien an, dies taucht jedoch im Löbl-Katalog nicht auf.
Dabei wird die Art in Spanien, Kalabrien und Hérault durch die Unterart fagniezi repräsentiert.